# El emperador del norte
El emperador del norte (título original: Emperor of the North Pole) es una película estadounidense de 1973 dirigida por Robert Aldrich.

## Sinopsis
En la época de la Gran Depresión muchos soldados que han vuelto del frente se convierten en vagabundos por falta de trabajo. Para viajar por el país utilizan los trenes de mercancías. El jefe de uno de esos trenes (Ernest Borgnine) odia a los vagabundos, y cuando los encuentra los echa del tren sin piedad; incluso llega a provocar su muerte. El vagabundo A1 (Lee Marvin) no se deja intimidar por el jefe del tren y lo desafía abiertamente.

## Reparto
- Lee Marvin como A-No.-1
- Ernest Borgnine como Shack.
- Keith Carradine como Cigaret.
- Elisha Cook, Jr. como Gray Cat.
- Vic Tayback como Yardman.
- Sid Haig como Grease Tail.
- Lance Henriksen como Railroad worker (Sin acreditar).